# Robert Sténuit
Pour les articles homonymes, voir Sténuit.
 (août 2018).
Si vous disposez d'ouvrages ou d'articles de référence ou si vous connaissez des sites web de qualité traitant du thème abordé ici, merci de compléter l'article en donnant les références utiles à sa vérifiabilité et en les liant à la section « Notes et références ».
Robert Pierre André Sténuit, né le 16 juillet 1933 à Bruxelles et mort le 9 décembre 2024, est un plongeur, archéologue sous-marin, journaliste et écrivain belge, spécialiste de recherche et d’exploration d’épaves maritimes.

## Biographie
En 1962, il participe au projet Man in Sea à Villefranche-sur-Mer pour établir un record historique, 24 heures par 60 m de fond. L’idée était de prouver qu’après l’espace, l’homme pouvait vivre sous l’eau pour de longues périodes, devenir un Aquanaute. Deux ans plus tard il devient « L’Homme le plus profond» en passant 49 heures à 130 m de profondeur, en saturation, dans une maison sous la mer. Il devient ensuite plongeur d’essai et participe à de nombreuses simulations pour mettre au point les nouvelles tables de désaturation et tester le mélange oxygène/hélium pour des plongées de plus en plus profondes.
C’est aussi à cette époque qu’il se lance dans l’archéologie sous-marine et la recherche d'épaves. Entre beaucoup d’autres, il découvre et fouille en 1967 la première épave retrouvée de l'Invincible Armada, la galéasse Girona, perdue en 1588 sur la côte d’Irlande du Nord. Il s’agit du plus important trésor de l’Armada jamais découvert.
En tout, une vingtaine d’épaves, d’époques et d’origines différentes sont sorties des eaux grâce au travail de Robert Sténuit, et avec elles, ce sont des cargaisons d’or et d’argent, de lingots et de pièces, de bijoux et de merveilles, qui ont refait surface.
En 1967, il publie un ouvrage de delphinologie.
Il a créé, en collaboration avec Henri Delauze, (président de la COMEX) le Groupe de recherche archéologique sous-marine post-médiéval, le GRASP. Les travaux du GRASP sont publiés dans l'International Journal of Nautical Archaeology (Londres). Ils ont été, en outre, le sujet de plusieurs livres et de nombreux articles de vulgarisation (notamment dans le National Geographic Magazine). Ils ont également fait l'objet de programmes de télévision, de conférences etc.
Ils ont valu au directeur-fondateur du Groupe Robert Sténuit, un doctorat honoris causa en science de l'université d'Ulster de Coleraine (Irlande du Nord) « pour avoir contribué à faire de l'archéologie sous-marine une discipline scientifique »
.

## Épaves retrouvées et découvertes de Robert Sténuit

### Navires de commerce
- Frégate Wendela, Cie. Asiatique Danoise, 1737, Fetlar (Shetland)
- Flûte Lastdrager, V.O.C., 1653, Yell (Shetland)
- Navire Slot Ter Hooge, V.O.C., 1724, Porto Santo (Madère)
- Navire Witte Leeuw, V.O.C., 1613, île de Sainte Hélène (Atlantique Sud)
- Navire De Boot, V.O.C., 1738, Sud Devon (Royaume-Uni)
- Navire Winterton, E.E.I.C., 1792, Salary (Madagascar)
- Steamer Meï-Kong, Messageries Maritimes, 1877, Cap Guardafui (Somalie)
- Navire Nuestra Señora de la Asumpción y las Animas, Carrera de Indias, 1681 (Panama)

### Navires de guerre
- Galéasse La Girona, Invincible Armada, 1588 (Irlande du Nord)
- Frégate Athénienne, Royal Navy, 1806, Esquerquiz (Méditerranée)
- Cotre Sprightly, Royal Navy, 1777, Guernesey (iles Anglo-Normandes)
- Navire Curaçao, Admiraliteit Amsterdam, 1729, Unst (Shetland)
- Pinque Evsyaffi, Marine impériale russe, 1780, Grif Skerry (Shetland)
- Frégate Thétis, Royal Navy, 1830, Cabo Frio (Brésil)
- Navire Nossa Senhora do Monte do Carmo, Marine royale portugaise, 1775, Salary (Madagascar)

### Divers
- Récupération d’une statue grecque en bronze (L’Apoxyomène de Croatie), IVe – IIIe siècle av. J.-C., Vele Orjule (Croatie)

## Ouvrages
[réf. incomplète]
- Trésors des mers, l'histoire engloutie, Éditions du Trésor
- Ces mondes secrets où j'ai plongé, Robert Laffont
- L'Or noir sous les flots bleus, Dargaud
- Histoire des pieds lourds, Musée du scaphandre
- Les Épaves de l'or, Gallimard
- Dauphin mon cousin, Le livre de poche
- La Plongée sous-marine, vacances chez Neptune, Dargaud
- Le Livre des trésors perdus, Famot
- Les Trésors de l'Armada, Albin Michel
- Les Jours les plus profonds, Plon
- L'or à la tonne : l'exploitation des trésors engloutis, Glénat
- La Flûte engloutie, Plon

## Distinctions
- Docteur honoris causa de l'université d'Ulster « pour avoir contribué à placer l'archéologie sous-marine sur une base scientifique »
- Lauréat du Premio Maurizio Sarra (Rome), 1964
- Lauréat du Sea-View Award (Anvers), 1990
- Lauréat du Reg Vallintine Award, for historical diving achievements de la Historical Diving Society (Londres), 2000
- Lauréat du Premio Artiglio 2005 (Viareggio)